# Order Miłosza Wielkiego
Order Miłosza Wielkiego (serb. Орден Милоша Великог, serb.-chorw. Orden Kneza Miloša) – w latach 1898–1903 drugie z kolei (po Orderze św. Łazarza, noszonym tylko przez króla) najwyższe odznaczenie Królestwa Serbii za czasów dynastii Obrenowiciów.

## Historia i podział
Order został ustanowiony w roku 1898 przez ostatniego króla Serbii z dynastii Obrenowiciów Aleksandra I na cześć przodka, księcia Miłosza zwanego Wielkim i otrzymał drugie miejsce w hierarchii serbskich orderów, wypierając Order Orła Białego na trzecie miejsce. Był nadawany poddanym serbskim i cudzoziemcom za zasługi wobec dynastii Obrenowiciów.
Order był podzielony na cztery klasy cywilne:
- I klasa – Krzyż Wielki,
- II klasa – Wielki Oficer,
- III klasa – Komandor,
- IV klasa – Oficer.

Po zamordowaniu króla Aleksandra I Obrenowicia nowy władca  Piotr I Karadziordziewić zniósł order Miłosza Wielkiego, stworzony ku pamięci człowieka, który kazał zamordować  przodka nowej dynastii, Karadziordzia, i odesłać jego uciętą głowę sułtanowi tureckiemu; Piotr I ustanowił na jego miejsce Order Gwiazdy Jerzego Czarnego.
W czasie pięciu lat swego istnienia Order Miłosza Wielkiego został nadany 225 razy.
Znawca, historyk i kolekcjoner orderów Václav Mēřička uważał go, obok rosyjskich orderów św. Andrzeja i Orła Białego, za najpiękniejszy order Europy.

## Wygląd insygniów
Oznaka orderu Miłosza Wielkiego utrzymana była w stylu secesji: była nią owalna, dwunastopromienna gwiazda z brylantowanymi promieniami. W środku gwiazdy znajdował się wykonany w palonej emalii portret kniazia Miłosza, otoczony emaliowaną niebieską wstęgą z nałożonym na nią srebrnym wieńcem laurowym z napisem Цbeти 1815. Medalion jest ukoronowany złotym monogramem Miłosza, noszącym złotą koronę typu bizantyjskiego. Pod medalionem umieszczony jest zrywający się do lotu dwugłowy biały orzeł serbski z tarczą herbową – białym krzyżem serbskim w czerwonym polu. Gwiazda I i II klasy jest identyczna z oznaką orderu i tylko niewiele większa od niej.  I oznaka, i gwiazda na pierś wysadzane były perłami i kamieniami półszlachetnymi. Wielki Krzyż noszony był na ciemnoniebieskiej wstędze z prawego ramienia na lewy bok, II i III klasa na szyi.